# Vulkanska bomba
Vulkanska bomba je piroklast s premerom več kot 64 mm, ki se balistično izstreli v vulkanskem izbruhu. Ima zaobljene oblike; zunanja oblika in površina označujeta, da se je piroklast med tvorbo in transportom stopil. V starejši literaturi se vsak piroklast, ki je bil izvržen na balističen način, obravnava kot bomba. V sodobni literaturi pa so mnogokotni piroklasti tega velikostnega razreda imenovani vulkanski bloki.
Piroklastične kamnine, ki so sestavljene iz več kot 75% vulkanskih bomb, se imenujejo vulkanski aglomerati.

## Značilnosti
Vulkanske bombe so po definiciji premera več kot 64 mm, lahko pa dosežejo tudi nekaj metrov. Oblika je po navadi jajčna ali vretenasta, saj se med letenjem  vrti okoli lastne osi in hladi v zraku. V posebno plinastih in viskoznih (silikatnih, "kislih") lavah nastajajo tako imenovane bombe s krušno skorjo. Zaradi visoke hitrosti letenja v pogojih tlaka in temperature na zemeljski površini, raztaljena lava med balističnim poletom, razpoka. Posledično so na eni strani nastali mehurčki, ki so že prisotni v materialu. Napetosti, ki jih povzroča napihovanje, ustvarjajo razpoke na površini, ki se je med hitrim ohlajanjem že strdila, kar v lavi povzroči, da nastane kruhasta skorja.
Zaradi relativno velike teže bombe padejo na tla v bližini ognjenika in zato naredijo relativno malo škode v primerjavi z drugimi vulkanskimi stranskimi učinki.

## Pojav
V skoraj vseh eksplozivnih vulkanskih izbruhih se pojavijo vulkanske bombe. Primeri so vulkanska območja Islandije ali Italije. Primeri vulkanskih bomb so na italijanskem vulkanskem otoku Vulcano na vrhu Fossa. To so izstrelki iz faze izbruha med letoma 1888 do 1890. Vendar pa so nastali s segrevanjem viskoznih fragmentov starejših vulkanskih kamnin.
V Nemčiji na primer vulkanske bombe pogosto najdemo v bližini Laacher Seeja in drugih središč izbruhov vulkana Eifel. Posebej velik primerek vulkanske bombe je razstavljen v Strohnu.  (glej fotografijo).

## Tipi bomb
Bombe so poimenovane glede na njihovo obliko, ki jo določa pretočnost magme, iz katere se oblikujejo.
- Trakaste ali valjaste bombe se oblikujejo iz visoko do zmerno tekoče magme, ki se izvrže kot nepravilni klobčiči in kapljice. Klobčiči se razcepijo v majhne segmente, ki padejo na tla nepoškodovani in izgledajo kot trakovi. Te bombe so krožne ali sploščene v prerezu, vzdolž njihove dolžine so nagubane in imajo tabularne vezikle.
- Koglaste bombe nastanejo tudi iz visoko do zmerno tekoče magme. Pri kroglastih bombah ima površinska napetost pomembno vlogo pri vleku izmeta.
- Vretenaste ali mandljaste bombe tvorijo isti procesi kot kroglaste bombe, čeprav je glavna razlika le delna narava sferične oblike. Predenje med letom naredi te bombe podolgovate ali mandljaste oblike; teorija vrtenja, ki stoji za razvojem teh bomb, jim je dala tudi ime »vretenaste bombe«. Zanje je značilna vzdolžna smer, ena stran je bolj gladka in širša od druge. Ta gladka stran predstavlja spodnjo stran bombe, ko je padla skozi zrak.
- Bombe v obliki kravjeka se oblikujejo, ko zelo tekoča magma pade z zmerne višine, zato se bombe pred udarcem ne strdijo (še vedno so tekoče, ko udarijo ob tla). Zato se sploščijo ali brizgajo in oblikujejo nepravilne okrogle diske, ki so podobni kravjemu iztrebku.
- Bombe za skorjasto površino se oblikujejo, če se zunanjost lavne bombe strdi med letom. Lahko se razvijejo razpokane zunanje površine, saj se notranjost še vedno širi.
- Bombe z jedrom so tiste, ki imajo skorjo lave, ki obdaja jedro predhodno strjene lave. Jedro sestavljajo dodatni fragmenti prejšnjega izbruha, naključni fragmenti lokalne kamnine ali, v redkih primerih, delci lave, ki so nastali v času istega izbruha.

## Drugo
Olmeške glave, ki so nastale pred približno 2500 do 3000 leti blizu mehiškega vulkanskega gorovja Sierra de los Tuxtlas, so verjetno vulkanske bombe.